# Michael E. Anti
Michael E. Anti, ameriški častnik, ostrostrelec, športni strelec in olimpijec, * 1964.
Major Anti, član U.S. Army Marksmanship Unit, je nastopil na poletnih olimpijskih igrah leta 1992, leta 2000 in leta 2004; leta 2004 je osvojil srebrno medaljo v tropoložajnem streljanju s puško na 50 m.